# Красовский, Антон Вячеславович
Анто́н Вячесла́вович Красо́вский (полная фамилия Кузнецо́в-Красо́вский; род. 18 июля 1975, Подольск, Московская область, СССР) — российский общественный деятель, журналист, пропагандист, публицист и политтехнолог.
С конца 1990-х годов Красовский начал карьеру в российских СМИ. С 2009 до 2012 год — главный редактор и ведущий программы «НТВшники». В 2020—2022 годах — директор вещания на русском языке телеканала RT.
В качестве политтехнолога управлял кампаниями Михаила Прохорова (2011) и Ксении Собчак (2017) на президентских выборах. В 2016—2020 годах руководил благотворительным фондом «СПИД.Центр».
За поддержку российской агрессии, распространение пропаганды и нарушение территориальной целостности Украины во время российско-украинской войны находится под персональными санкциями 27 стран Евросоюза, Великобритании, Канады, Швейцарии, Австралии, Украины, Новой Зеландии.

## Ранняя жизнь
Антон Вячеславович Кузнецов-Красовский родился 18 июля 1975 года в городе Подольске Московской области. Его отец работал представителем конструкторского бюро на атомных электростанциях Украинской ССР. В частности, на Ровенской АЭС, в городе Кузнецовске (с 2016 года — Вараш). Там Антон жил с 1986 по 1989 год. Позже учился в Дубровицкой школе. В 1992 году окончил школу № 633 г. Москвы.
С 1994 года учился в Литературном институте имени А. М. Горького, на поэтическом семинаре Т. А. Бек и С. И. Чупринина. С 1995 года сотрудничал с «Независимой газетой» и журналом «Вопросы литературы».

## Карьера
Татьяна Бек рекомендовала Красовского телеведущему Александру Шаталову, и в 1996 году Красовский начал работать шеф-редактором программы «Книжные новости» на НТВ. Там он проработал до марта 1997 года. В 1997 году стал театральным обозревателем журнала «Вечерняя Москва». С сентября 1999 года по февраль 2000 года работал в предвыборном штабе Союза правых сил.
Работал в издательском доме «Коммерсантъ», в «Яндексе», в издательском доме Independent Media. Также был театральным обозревателем «Независимой газеты» с августа 2001 по апрель 2002 года и редактором культуры журнала Vogue, где проработал полгода и был уволен из-за конфликтов с коллективом.
В 2003 году возглавил службу специальных проектов журнала Harper's Bazaar.
В 2005 стал издателем журнала Wallpaper, позже два года возглавлял медиа-отдел консалтинговой компании «Pynes & Moerner».
В 2007 году был редактором справочника «100 лучших ресторанов Москвы».
С 2009 по февраль 2012 года работал главным редактором программ «НТВшники» (был также одним из ведущих) и «Музыкальный ринг НТВ» на канале НТВ. Ушёл с НТВ по причине нежелания работать на телеканале, который, по его мнению, в то время активно выпускал в свой эфир заказные материалы о Михаиле Прохорове и других друзьях Красовского.
В сентябре 2011 года принял участие в образовательном проекте «MadeinKazan» «Расширяй Горизонты-3» вместе с Софико Шеварднадзе, Игорем Чапуриным, Эвелиной Хромченко, Владимиром Долговым и другими.
28 декабря 2011 года в рамках избирательной кампании по выборам президента России Красовский возглавил предвыборный штаб кандидата Михаила Прохорова.
Наряду с писателем Сергеем Минаевым и бывшим продюсером Comedy Club Артаком Гаспаряном был создателем телеканала Kontr TV. 11 декабря 2012 года газета «Коммерсантъ» сообщила о том, что, согласно данным налоговых служб, 100-процентным учредителем телеканала является фонд «Институт социально-экономических и политических исследований» (ИСЭПИ), созданный по инициативе администрации президента и возглавляемый бывшим заместителем главы управления внутренней политики президента Дмитрием Бадовским.
28 января 2013 года журналист покинул канал по собственному желанию с формулировкой (пунктуация оригинала сохранена): «В общем я не могу работать на вашем телеканале, где я ничего не значу». По словам журналиста, решение о его увольнении принимал Сергей Минаев. В интервью проекту «Сноб» Антон Красовский заявил о том, что телеканал Kontr TV является кремлёвским проектом, целью которого, по его мнению, является пропаганда. В марте 2013 года проект Kontr TV был закрыт.
С января 2014 года по май 2020 года — гость программы «Особое мнение» на радиостанции «Эхо Москвы».
С декабря 2016 года вместе с Сергеем Минаевым вёл Telegram-канал «Анчоусы и маргаритки», в июне 2017 года ставший еженедельной программой, транслирующейся на YouTube и в соцсети ВКонтакте. Первый выпуск программы оказался скандальным — подписчики публичных страниц Алексея Навального и Алишера Усманова во Вконтакте, которых обсуждали в премьерном выпуске, получили push-уведомление о начале трансляции шоу, представители соцсети объясняли случившееся сбоем.
В октябре 2017 года поддержал выдвижение Ксении Собчак в качестве кандидата на президентских выборах, 24 октября стал членом штаба Собчак. 1 марта 2018 года покинул штаб вследствие конфликта с Ксенией Собчак.
С 6 ноября по 12 декабря 2017 года — ведущий развлекательной программы «Можем повторить!» на телеканале «Пятница!», которую вёл вместе с Ксенией Собчак.
В январе 2018 года в издательстве АСТ вышла книга «Собчак против всех», автором которой вместе с Ксенией Собчак стал Красовский, в неё вошли интервью Ксении и Антона за 2014—2016 годы.
В 2018 году объявил о своём выдвижении на сентябрьских выборах мэра Москвы.
С лета 2019 года сотрудничает с телеканалом RT, появился там благодаря помощи бывшего главреда GQ Николая Ускова как автор, ведущий и продюсер документального цикла «Эпидемия».
В октябре 2020 года назначен директором вещания на русском языке телеканала RT. На посту главы дирекции продолжал участие в создании цикла фильмов «Эпидемия» о коронавирусной инфекции у взрослых и детей, новых штаммах вируса и туберкулёзе. Один из фильмов цикла «COVID-19. Невыжившие» о первых жертвах коронавируса получил премию «ТЭФИ-Мультимедиа» в номинации «Документальный фильм». С 1 февраля 2021 года — ведущий выходящей на YouTube-канале дирекции «RT Россия» программы «Антонимы», финансировавшейся Институтом развития интернета.
В 2020 году принял участие в съезде партии «Новые люди».
В феврале 2022 года против него в Европейском союзе были введены персональные санкции в связи со вторжением России на Украину.
24 октября 2022 года отстранён от работы на RT из-за призыва топить и жечь украинских детей, вызвавшего общественный резонанс.
20 февраля 2023 года совместно с Егором Холмогоровым запустил медиа «Консерватор».

### Фильмография
- «Эпидемия» (2019)
- «Биологическое оружие лаборатории дьявола» (Первый канал) (2022)
- «Русский Херсон: Мы ждали этого 30 лет» (Первый канал) (2022)

## Общественная деятельность
В 2016 году вместе с врачом-инфекционистом Еленой Орловой-Морозовой основал фонд «СПИД.Центр». До конца февраля 2022 года являлся председателем фонда. До февраля 2020 года был директором фонда, после введения персональных санкций до сих пор указан на сайте организации в качестве председателя совета организации. К сентябрю 2022 года фонд был под угрозой закрытия из-за недостаточного финансирования, также оттуда начали увольняться сотрудники после начала участия Красовского в информационном сопровождении боевых действий на территории Украины.
Является членом секции «Здравоохранение и ЗОЖ» Совета при Правительстве РФ по вопросам попечительства в социальной сфере.

## Взгляды
Считает, что путинизм — это логическое продолжение ельцинизма, позитивным в ельцинской эпохе называет появление свобод, а перечисляя негативные стороны того же периода, вспоминает расстрел парламента в 1993 году и нечестные, по его мнению, выборы 1996 года. Убийства Немцова и Эстемировой считает последствием чеченских войн, развязанных при Ельцине.
В интервью «Эхо Москвы» возложил вину в разжигании российско-украинской войны и на россиян, и на украинцев:
Россия отказалась признавать то, что произошло в тот момент на Украине. Россия действительно отказалась признать легитимной новую власть, Россия действительно воспользовалась слабостью Украины и украинцев и отхватила Крым, и Россия действительно сделала всё, чтобы разжечь войну на востоке Украины. Но в этом виноваты и сами украинцы. Украинцы могли сделать всё для того, чтобы этого не было. Но украинцы сделали всё, для того чтобы это произошло. Это произошло именно потому, что украинцы отказались, во-первых, договариваться друг с другом, во-вторых, соблюдать уже установленные договоренности. А, в-третьих, признавать всех людей, разговаривающих на любом языке в стране, которая называется Украина, людьми первого сорта. И люди, которые проживали в Крыму и на востоке Украины, это очень отчётливо почувствовали.
В середине апреля 2014 года Красовский три дня пробыл с Ксенией Собчак в аннексированном Россией Крыму. В интервью Николаю Солодникову пять лет спустя на вопрос о принадлежности Крыма ответил, что считает полуостров российской территорией. Эту же позицию неоднократно озвучивал в своей авторской программе «Антонимы».
В апреле 2021 года заявил о желании от имени власти посадить протестующих против Путина или «скинуть в Мойку», попутно обвинив ФБК и его сторонников в экстремизме и выражая искреннюю поддержку их «посадке» лет на пять.
В январе 2022 года, в ходе обсуждения с главным редактором сайта Carnegie.ru Александром Бауновым вопроса вступления Украины в НАТО, пригрозил вторжением войск на Украину и сожжением на Крещатике украинцев вместе с конституцией, в которой прописан курс на НАТО. В дальнейшем он развивал эту мысль, заявляя, что Украины не существует, называл украинские власти «падалью, которая все эти годы убивала людей русских», призывал игнорировать гибель украинских детей. Поддержал вторжение России на Украину.
В октябре 2022 года Красовский, являющийся открытым гомосексуалом, поддержал принятие в России закона о запрете ЛГБТ-пропаганды. В 2013 году Красовский выступал против подобных законов и призывал геев бороться за свои права.
10 октября 2022 года, узнав о ракетном обстреле Украины, убившем 14 и ранившем почти сто украинцев, станцевал на видео и поделился им с подписчиками, отметив: 

Сказать, что я счастлив — это вообще ничего не сказать. Я просто танцую на балконе в пижаме «Армия России».
4 марта 2023 года Красовского сняли с рейса Москва — Ташкент компании «Аэрофлот». Перед вылетом Красовский громко разговаривал по телефону, на что другие пассажиры сделали ему замечание. После этого Красовский стал кричать и оскорблять людей, из-за чего пришлось экстренно сажать самолёт и снять его с рейса. По результатам происшествия Красовский опубликовал в своём Telegram-канале сообщение «Аэрофлот должен умереть», которую позже удалил.

#### Отстранение с RT
20 октября 2022 года в своей передаче «Антонимы» в разговоре с писателем-фантастом Сергеем Лукьяненко, пожаловавшимся на то, что в его советское детство украинские дети называли свою страну оккупированной Россией, предложил топить их в реке или сжигать:

А прям топить таких надо было в Тысине [название реки в Украине]. Прямо вот там, где пливе кача [название украинской народной песни, с укр. — «плывёт утка»]. Это наш мир. Сказал, что «москали оккупировали» — и сразу прям бросаешь в реку с бурным течением. Карпаты это отвратительно. Там каждая изба называется смерекова хата. Прям в эту смерекову хату забивать и жечь этих детей.
После появления мировой реакции, 24 октября главный редактор RT Маргарита Симоньян охарактеризовала заявление Красовского как «дикое и омерзительное» и приостановила его работу на RT. По словам Лукьяненко, интервью транслировалось в записи, и он удивлён, что слова Красовского вышли в эфир.
В этот же день Красовский принёс извинения: 

Слушайте, мне по-настоящему неловко, что я как-то не увидел этой границы. Про детей. Ну бывает так: сидишь в эфире, тебя несет. И ты не можешь остановиться. Я прошу прощения у всех, кто обалдел от этого. Прошу прощения у Маргариты, у всех, для кого это показалось диким, немыслимым и непреодолимым. Надеюсь, вы меня простите.
Глава Следственного комитета России Александр Бастрыкин поручил проверить высказывания Красовского, 17 декабря ведомство в ответ на запрос муниципального депутата Евгения Ступина сообщило, что не нашло состава преступления в призывах Красовского топить и сжигать украинских детей.
Вечером того же дня Красовский записал четырёхминутное видео с извинениями. Однако в мае 2023 года заявил, что не поменял своего мнения по этому вопросу.
Через неделю RT выпустил документальный фильм Антона Красовского «Спорт. Россия: XXI век», после проявления интереса СМИ фильм был удалён.

## Уголовное преследование
В конце августа 2022 года СБУ завершило в отношении него досудебное расследование по ч. 2 ст. 442 УК Украины (геноцид, публичные призывы к геноциду). 17 февраля 2023 года Офис генерального прокурора Украины сообщил, что решением суда Кузнецов-Красовский заочно был признан виновным в публичных призывах к геноциду и насильственной смене или свержения конституционного строя и заочно приговорён к 5 годам лишения свободы с конфискацией имущества.
В Службе безопасности Украины сообщили, что на основании собранных доказательств и проведенных экспертиз суд признал Кузнецова-Красовского виновным по двум статьям Уголовного кодекса Украины: ч. 3 ст. 109 (публичные призывы к насильственному изменению или свержению конституционного строя или к захвату государственной власти, совершенные с использованием средств массовой информации) и ч. 2 ст. 442 (публичные призывы к геноциду, а также изготовление материалов с призывами к геноциду с целью их распространения или распространение таких материалов).

## Критика
Весной 2018 года, когда Красовский выдвигался, позиционируя себя как оппозиционного кандидата в мэры Москвы, был подвергнут публичной критике журналистом Сергеем Пархоменко, который обвинил его в публичной эксплуатации темы гомофобии и дискриминации ВИЧ-инфицированных и больных СПИДом.
В 2021 году политик и правозащитник Леонид Гозман, участвовавший в передаче Красовского на RT, обвинил его на страницах «Новой газеты» в том, что Красовский пользуется результатами незаконной прослушки. Красовский подал иск в Московский арбитражный суд, который встал на сторону Красовского и обязал газету опубликовать опровержение, а с Гозмана — взыскать компенсацию в 300 тысяч рублей.
В 2022 году на фоне вторжения России на Украину Светлана Рейтер назвала Красовского «одним из главных пропагандистов войны».
В 2022 году бывший сотрудник фонда «СПИД.Центр», врач-инфекционист Николай Лунченков сообщил, что регулярно употреблял кокаин вместе с Красовским. 15 источников Meduza подтвердили факт употребления наркотиков Красовским.
3 октября 2022 года министр иностранных дел Украины Дмитрий Кулеба призвал все страны мира запретить вещание российского телеканала RT, обвинив Антона Красовского в призывах к геноциду.

## Международные санкции
Из-за поддержки российской агрессии и нарушения территориальной целостности Украины во время российско-украинской войны находится под персональными международными санкциями разных стран.
С 28 февраля 2022 года находится под санкциями всех стран Европейского союза за распространение антиукраинской пропаганды:

Он распространяет антиукраинскую пропаганду. Он называл Украину российской землёй и унижал украинцев как нацию. Он также угрожал Украине российским вторжением, если Украина приблизится к вступлению в НАТО. Он заявил, что такие действия приведут к тому, что у Украины «отберут» конституцию и «сожгут её на Крещатике». Более того, он предложил Украине войти в состав России.— «Официальный журнал Европейского союза», Брюссель, 28 февраля 2022 года
С 9 мая 2022 года находится под санкциями Великобритании за поддержку и пропаганду действий угрожающих территориальной целостности, суверенитету, независимости Украины. С 7 июля 2022 года находится под санкциями Канады как «российский деятель дезинформации и пропаганды» за «создание условий и поддержку неспровоцированного и необоснованного вторжения России в Украину». 17 июля 2023 года попал в санкционный список Великобритании в ответ на насильственную депортацию Россией украинских детей за «подстрекательство к насилию против украинцев и поддержку политики российского правительства по искоренению украинской идентичности».
По аналогичным основаниям, с 4 марта 2022 года находится под санкциями Швейцарии. С 8 марта 2022 года находится под санкциями Австралии. Указом президента Украины Владимира Зеленского от 19 октября 2022 находится под санкциями Украины. С 3 мая 2022 года находится под санкциями Новой Зеландии.

## Личная жизнь
25 января 2013 года после эфира программы «Angry Guyzzz» на телеканале Kontr TV, в котором обсуждался закон о запрете пропаганды гомосексуализма среди несовершеннолетних, Красовский сделал публичное заявление о своей гомосексуальной ориентации. В эфире он сказал «Я гей, и при этом я такой же человек, как вы, мои дорогие зрители, как президент Путин, как премьер Медведев, как депутаты Государственной думы». Запись программы не была выложена ни на сайт телеканала, ни на его страницу в YouTube. Ночью 25 января с сайта канала были удалены корпоративные аккаунты журналиста, почта и его программы.
В декабре 2017 года Красовский сообщил, что с 2011 года является ВИЧ-положительным.
24 декабря 2023 года Красовский сообщил в своем Telegram-канале, что он попал в больницу после болей в животе, тошноты и потери сознания. Ряд украинских СМИ со ссылкой на силовые ведомства сообщили, что Красовский был отравлен.

## Имущество
Как следует из выписки Росреестра, владеет квартирой площадью 75 квадратных метров в построенном в 2019 году престижном жилом комплексе «ВТБ Арена парк» рядом со станцией метро «Динамо».